# Down in It
A Down in it volt az első Nine Inch Nails által megjelentetett kislemez, egyben Trent Reznor legelső kiadott szerzeménye. Tulajdonképpen a Skinny Puppy Dig it c. számának feldolgozásáról van szó. A kislemez teljes kommercionális sikertelensége ellenére, mégis hozzájárult az együttes státuszának kiépítéséhez. A számot Eric Gorfain, a The Meeks, Sacha és Tiga is feldolgozta.

## A videóklip
A számhoz készült videót Cleveland külvárosában forgatták és 1989 szeptemberében jelent meg. Eric Zimmerman és Benjamin Stokes rendezték. Később a Closure című VHS kiadványon is megjelent.

## A kislemez
A Down in it háromszámos single-ként jelent meg. Down in it (Skin), Down in it (Shed) és Down in it (Singe) verziói léteznek. A kislemez CD és bakelit formátumban jelent meg. A kiadvány borítója meglehetősen hasonlít a Joy Division Unknown Pleasures című albumának borítójára. A Nine Inch Nails később a Dead Souls című Joy Division számot fel is dolgozta A holló filmzenelemezére.